# واکنشگر گیلمان

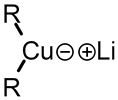
ساختار عمومی واکنشگر گیلمان

واکنشگر گیلمان(به انگلیسی: Gilman reagent)یک واکنشگر آلی فلزی شامل لیتیم و مس است.فرمول عمومی این دسته از ترکیبات R۲CuLi است که در آن R یک رادیکال آلی است.اهمیت این واکنشگر از آن جهت است که می‌تواند با واکنش با یک ترکیب آلی هالید شامل کلرید، برمید و یدید، گروه هالید را آزاد کرده و یک گروه R را جایگزین کند.این عمل می‌تواند در ایجاد مولکول‌های طویل از مولکول‌های کوچک مؤثر باشد.
این واکنشگر به افتخار شیمیدان آمریکایی هنری گیلمان نامگذاری شده است.

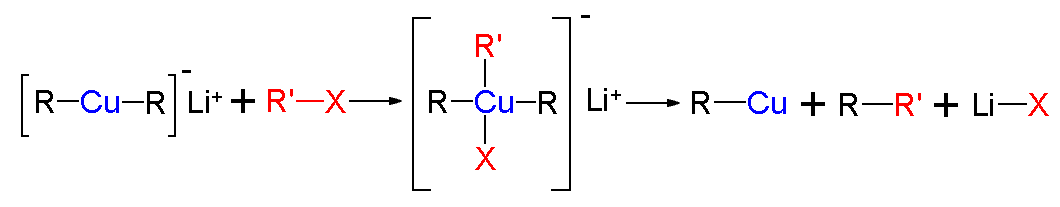
معادله شیمیایی کلی واکنش یک واکنشگر گیلمان با یک ترکیب آلی هالید

## همچنین ببینید
- ترکیبات آلی مس
- واکنشگر گرینیارد